# One Day in Your Life
Albums de Michael Jackson
The Best of Michael Jackson
(1975) Farewell My Summer Love
(1984)
Singles
One Day in Your Life est un album du chanteur américain Michael Jackson, sorti en 1981. Il s'agit d'une compilation de chansons inédites enregistrées lorsque Michael était sous contrat avec le label Motown lors de la période des Jackson Five.
Bien que Michael Jackson était à cette époque chez Epic Records, Motown a commercialisé cet album en espérant surfer sur le succès de l'artiste qui venait de sortir Off the Wall (1979).

## Liste des titres
| No  | Titre                            | Durée |
| --- | -------------------------------- | ----- |
| 1.  | One Day in Your Life             |       |
| 2.  | Don't Say Goodbye Again          |       |
| 3.  | You're My Best Friend, My Love   |       |
| 4.  | Take Me Back                     |       |
| 5.  | We've Got Forever                |       |
| 6.  | It's Too Late To Change The Time |       |
| 7.  | You Are There                    |       |
| 8.  | Dear Michael                     |       |
| 9.  | I'll Come Home To You            |       |
| 10. | Make Tonight All Mine            |       |